# Kandelaber von Paracas

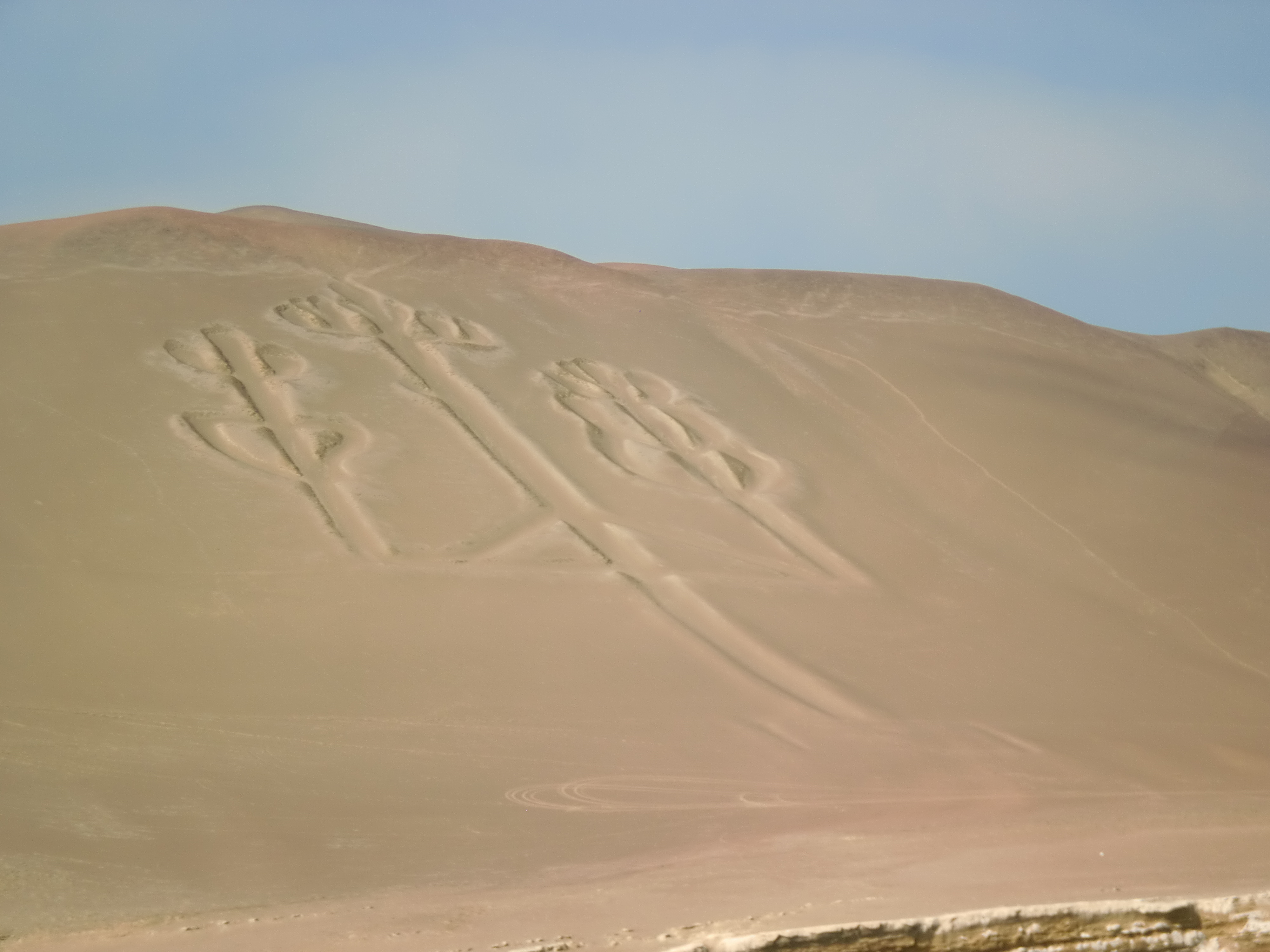
Der Kandelaber von Paracas

Der Kandelaber von Paracas ist eine Geoglyphe an der peruanischen Pazifikküste.
Die Figur ist etwa 180 Meter hoch und wurde etwa einen halben Meter in den harten Sandboden eingetieft. Neben dem Kandelaber sind auch andere, kleinere Linien in den Boden eingegraben. Er ist vom Meer aus bis in etwa 20 km Entfernung zu sehen. Seine Entstehungszeit wurde mit der Radiokarbonmethode auf etwa 200 v. Chr. datiert. Er liegt auf einer Halbinsel etwa 200 km von den Nazca-Linien entfernt.
Die Figur war seit Anfang des 20. Jahrhunderts auch unter dem Namen Tres Cruces (drei Kreuze) bekannt.
Zweck und Erbauer des Kandelabers sind unbekannt. Dies führte, wie bei vielen Geoglyphen, zu verschiedenen Spekulationen wie der Schöpfung durch extraterrestrische Intelligenz oder dem Design nach den Blättern des Stechapfels als Navigationshilfe für Seefahrer, die diesen in Kalifornien ernteten.
Im August 2016 wurde die Zeichnung durch Jugendliche aus der nahegelegenen Stadt Paracas mit Quads und Motorrädern beschädigt.